# Spargründe bei Dohna
Koordinaten: 50° 57′ 6″ N, 13° 51′ 0″ O

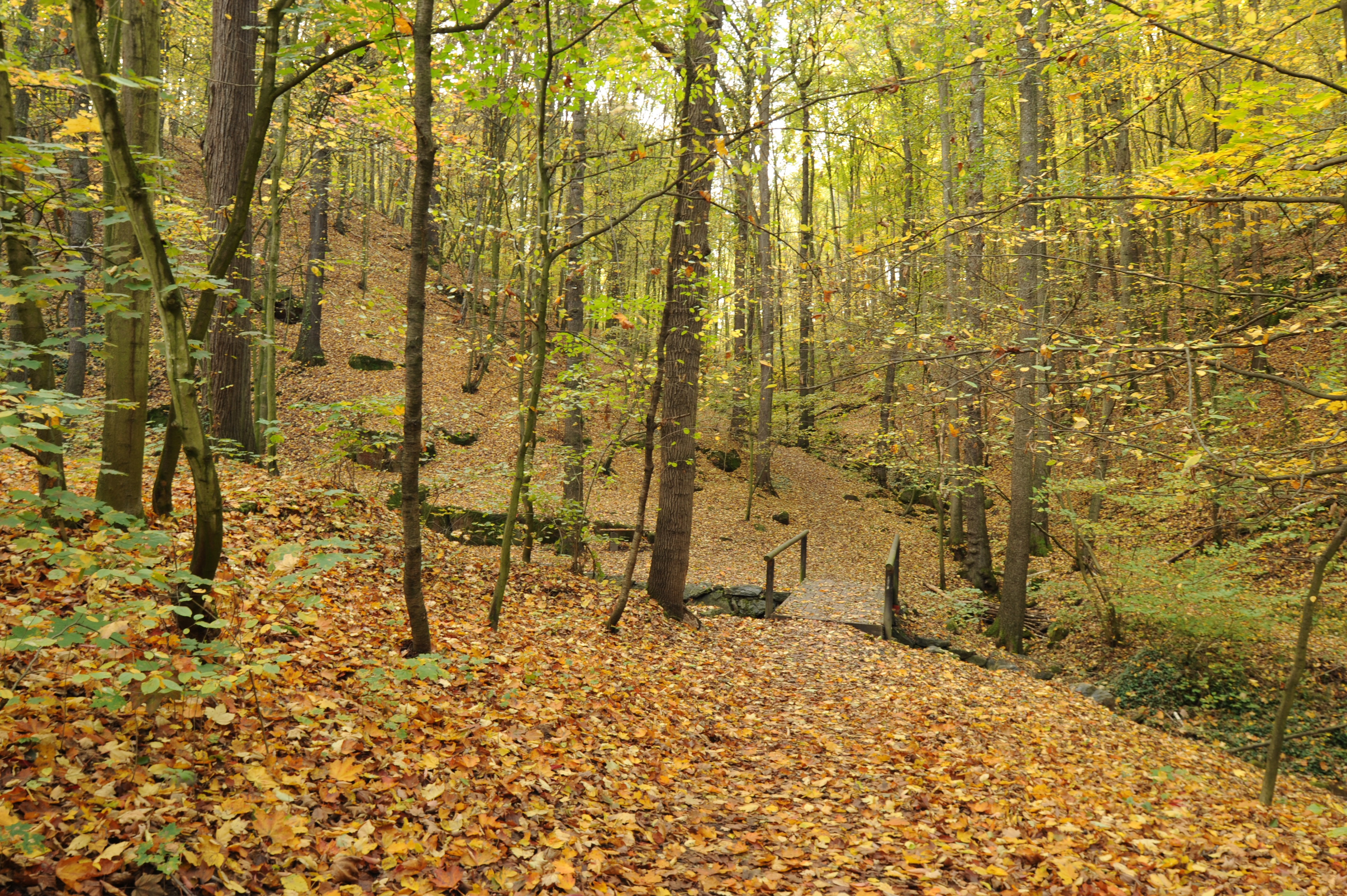
Blick in den Kleinen Spargrund, von links kommt der Spargrund

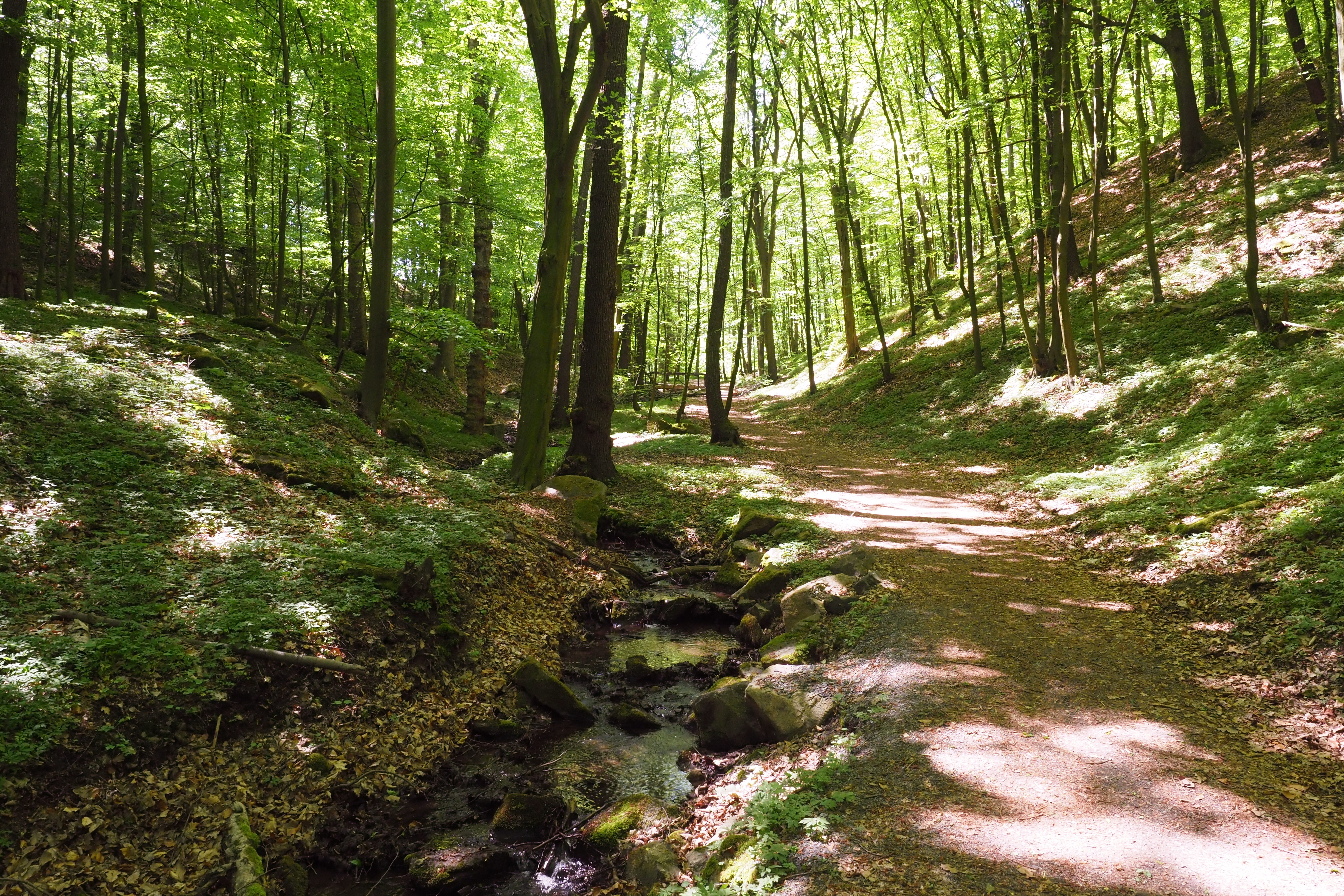
Wanderweg im Spargrund

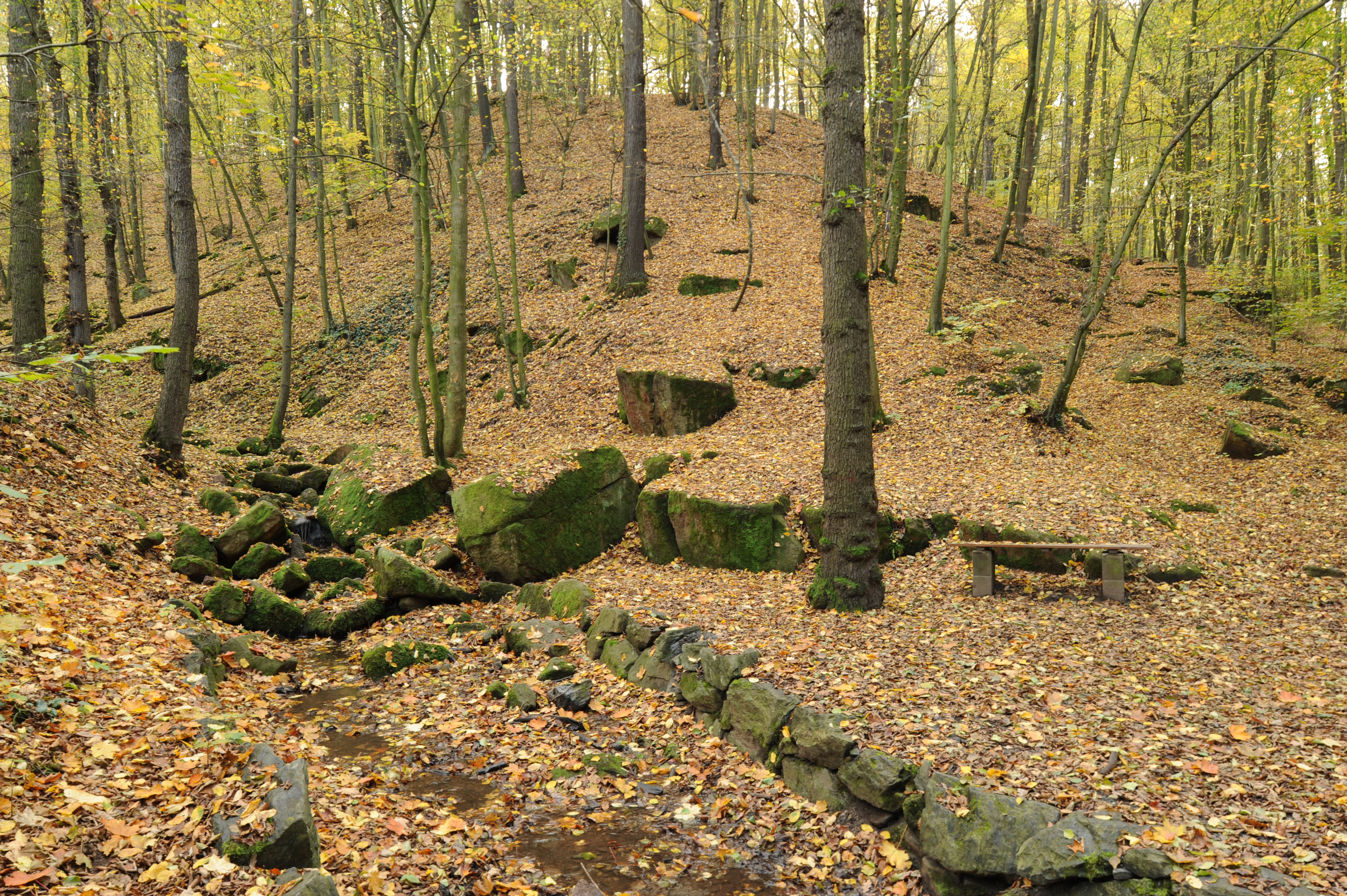
Ruhebank und steinernes Blockmeer am Spargrundbach

Die Spargründe bei Dohna sind zwei fast parallel zueinander liegende Taleinschnitte, die sich vom Müglitztal in westliche Richtung erstrecken. Das sind der Kleine Spargrund und der eigentliche Spargrund. Zu diesen als Naturschutzgebiet ausgewiesenen Landschaftsbereichen gehört noch der nahe und nördlich davon liegende Sürßengrund. Beide Spargründe zählen mit ihren Wanderwegen zu den Erholungsgebieten im Umfeld der Stadt Dohna im Landkreis Sächsische Schweiz-Osterzgebirge. Das 37,3 Hektar große Naturschutzgebiet befindet sich im FFH-Gebiet Müglitztal.

## Beschreibung
Der unterste und etwa rechtwinklig verlaufende Abschnitt der Spargründe öffnet sich zum westlichen Hang des Müglitztals gegenüber der ehemaligen Schlossmühle. Der nur für Fußgänger mögliche Zugang wird aus Richtung der Altenberger Straße S 178 vom im Tal verlaufenden Bahndamm der Müglitztalbahn weitgehend verdeckt. Infolge der Verlegung der Eisenbahnstrecke auf den westlichen Müglitztalhang in den 1930er Jahren sind in diesem Bereich der Sürßenbach und der Spargrundbach im Gelände nicht mehr erkennbar. Vom Bahndamm bis zur Mündung in die Müglitz sind deren Wasserläufe unterirdisch gelegt worden.
Die Talverläufe der beiden Spargründe vereinigen sich zwischen dem felsigen Höhenrücken Vogelherd und einem zum Müglitztal sperrenden Felsrücken, an dem einst Steinbrecher einen Granodiorit zu baulichen Zwecken gewonnen hatten. Es fließen hier der Spargrundbach und der Schindergraben (Kleiner Spargrund) zusammen. Während der Kleine Spargrund mit dem Schindergraben aus WSW in nahezu gerader Linie verläuft, windet sich der Spargrund zwischen teilweise felsigen Hängen dem Müglitztal entgegen. In seinem Mittellauf fließt der Spargrundbach durch einen Talabschnitt mit steilen Hängen, wo er zugleich die Gemeindegrenze zwischen Dohna und Müglitztal bildet.
Die Talflanken der Spargründe sind in ihren Unterläufen von einem dichten und weitgehend schattigen Laubhochwald (Buchen, Eichen) bedeckt. In den oberen Tallagen wird der Gehölzbestand lichter und schmale Talauen mit einer artenreichen Bodenvegetation begleiten die kleinen Wasserläufe.
Im unteren Abschnitt des Sürßengrund verläuft die Landstraße K 8767 auf etwa 400 Meter in diesem Taleinschnitt von und zum gleichnamigen Dorf. Der weitaus größere Gewässerabschnitt des Sürßenbaches ist mit befestigen Wegen nicht erschlossen und verläuft zwischen Feldern und Obstplantagen. Seine Quelle befindet sich in Tronitz außerhalb des Naturschutzgebietes. Der vom Schutzgebiet umfasste Bereich seines Taleinschnittes beginnt am Ostrand von Sürßen und richtet sich talabwärts.
Bei der Bahnunterführung in einer Kurve der von Sürßen kommenden Landstraße befindet sich am unteren Zugang zu den Tälern eine Informationstafel, eine weitere nach wenigen Schritten am Spargrundbach.

## Galerie

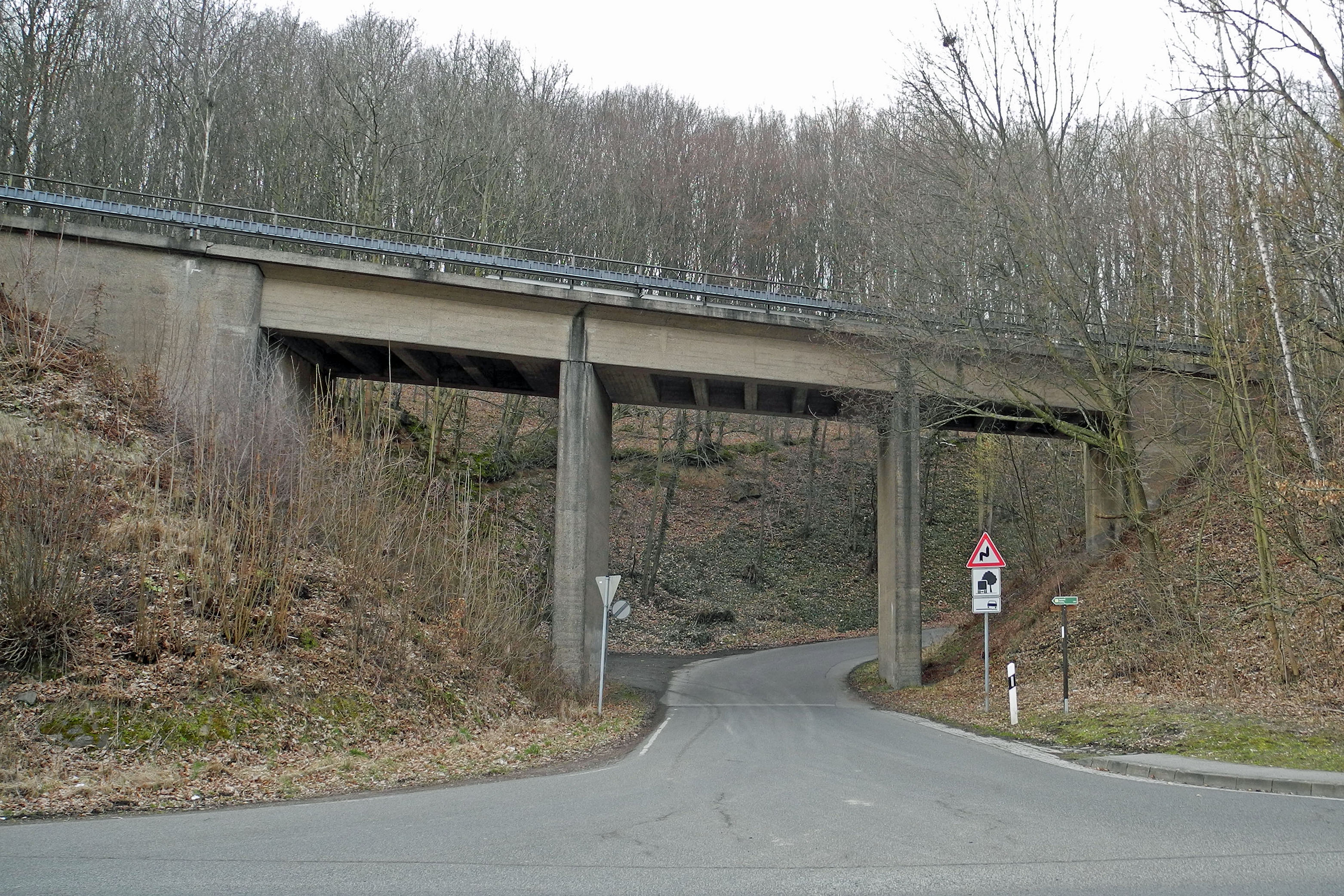
Eisenbahnbrücke vor dem Eingang (links) zu den Spargründen
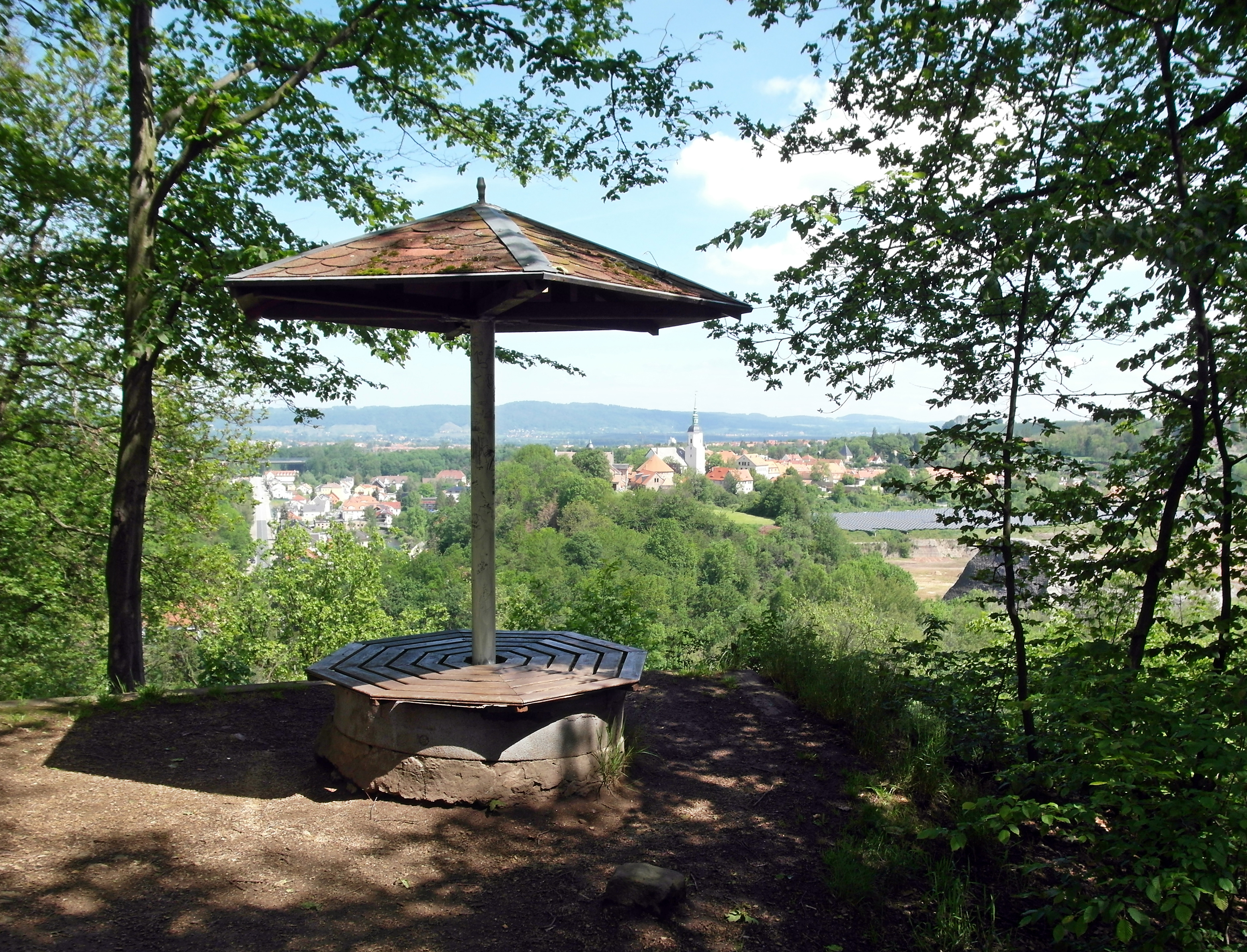
Der Aussichtspunkt „Pilz“ mit Blick auf Dohna
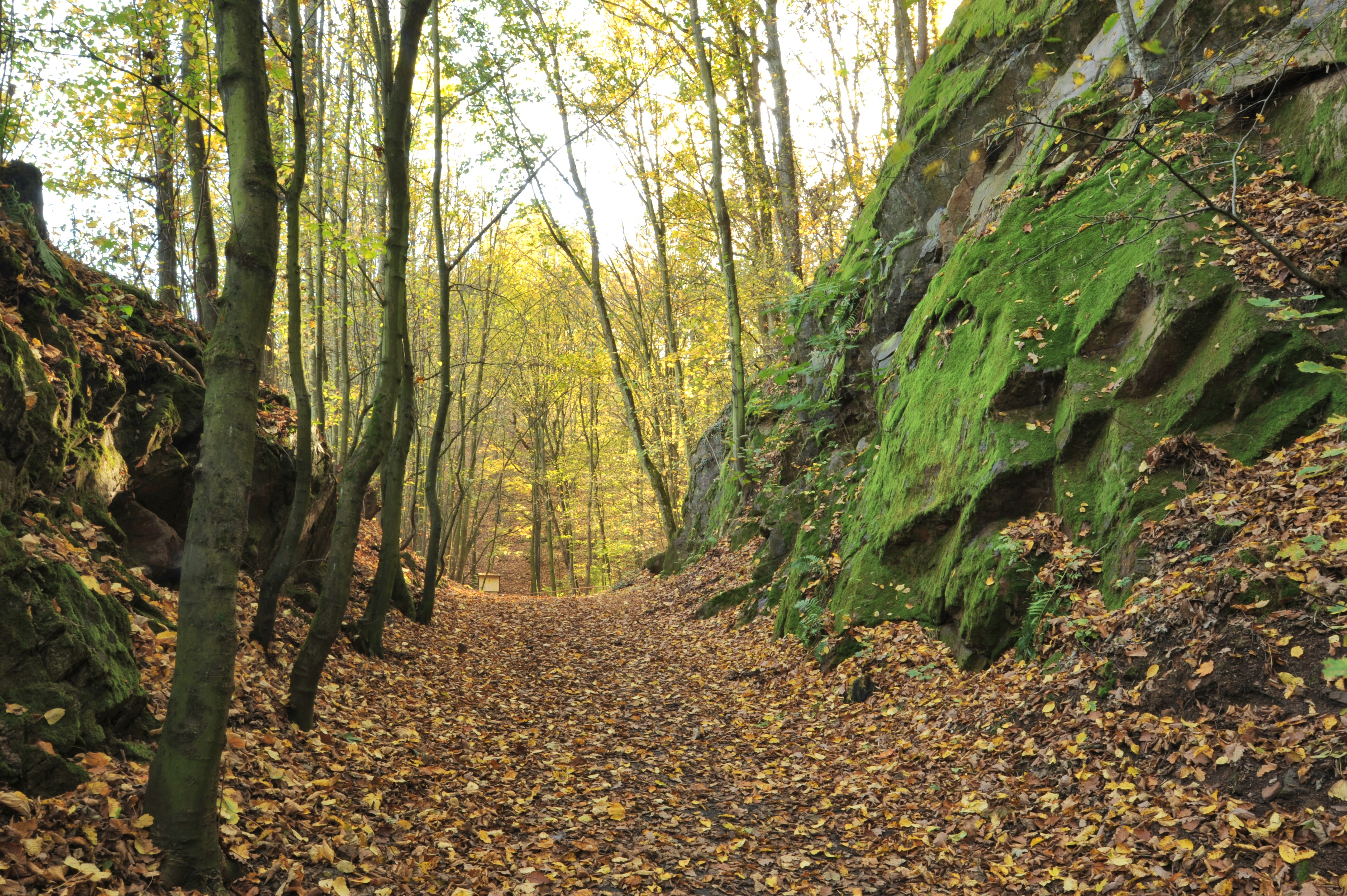
Felseinschnitt am unteren Zugang
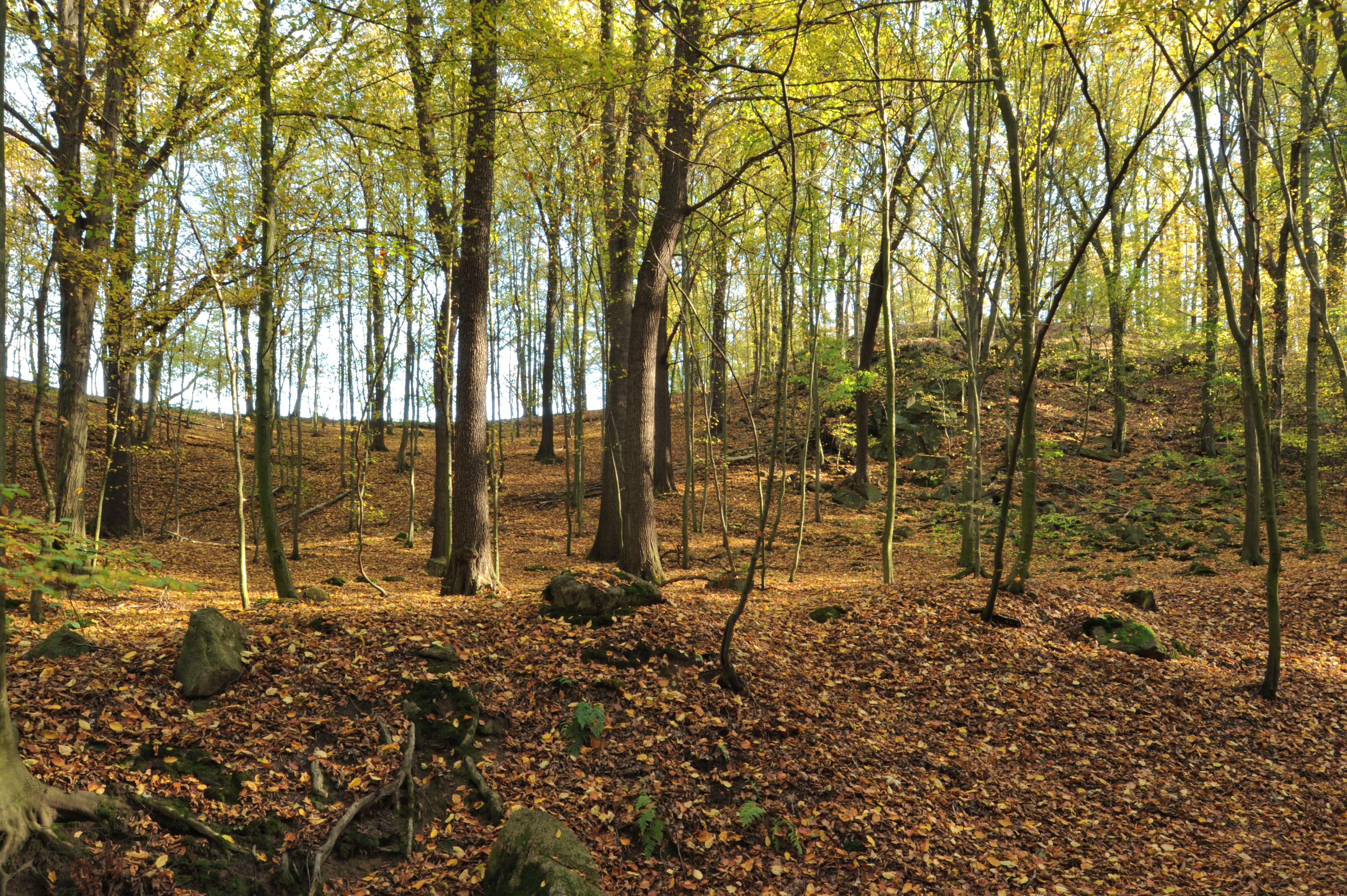
Gesteinsblöcke an den Hängen des schon zur Gemeinde Müglitztal gehörenden Talbereiches

## Geologie
Die Spargründe und der Sürßengrund  bilden am nördlichen Rand des Elbtalschiefergebirges tief eingeschnittene Täler. Der stellenweise oberirdisch frei liegende Felsenuntergrund besteht aus dem Dohnaer Granodiorit cadomischen Alters. Dieser Granodiorit tritt als rötliches bis graues, überwiegend mittelkörniges und leukokrates Gestein in Erscheinung. Nach hydrogeologischen Gesichtspunkten ist das Gebiet grundwasserarm, da die kristallinen Grundgebirgsstrukturen nur wenige Klüftungen aufweisen.